# Мазикас, Маймо Михайловна
Маймо Михайловна Мазикас (1922 год, с. Сальме, Кутаисская губерния — дата смерти неизвестна) — звеньевая колхоза имени Сталина Леселидзевского сельсовета Гагрского района Абхазской АССР, Грузинская ССР. Герой Социалистического Труда (1949).

## Биография
Родилась в 1922 году крестьянской семье в эстонском селе Сальме (сегодня — Псоу) Кутаисской губернии.
По окончании местной школы трудилась рядовой колхозницей в колхозе имени Сталина (с 1960 года — после слияния с соседним колхозом имени Кингисеппа — колхоз «Дружба») Гечрыпшского сельсовета (с 1944 года — Леселидзевский сельсовет) Гагрского района. Во второй половине 1940-х годов назначена звеньевой табаководческого звена, которое входило в бригаду Вольдемара Ромма.
В 1948 году звено под руководством Маймо Мазикас собрало в среднем с каждого гектара по 17,1 центнеров табака сорта «Самсун» № 27 с участка площадью 3 гектара. Указом Президиума Верховного Совета СССР от 5 августа 1949 года удостоена звания Героя Социалистического Труда «за получение высоких урожаев кукурузы и табака при выполнении колхозами обязательных поставок и контрактации по всем видам сельскохозяйственной продукции, натуроплаты за работу МТС в 1948 году и обеспеченности семенами всех культур в размере полной потребности для весеннего посева 1949 года» с вручением ордена Ленина и золотой медали «Серп и Молот».
Позднее трудилась дояркой на колхозной молочно-товарной ферме. За выдающиеся трудовые результаты 1977 года награждена Орденом Трудового Красного Знамени.
Трудилась в колхозе до выхода на пенсию.
Награды и звания
- Герой Социалистического Труда
- Орден Ленина
- Орден Трудового Красного Знамени (22.02.1978)